# Gabriel Feltran
Gabriel de Santis Feltran (1975) é um cientista social brasileiro, especialista em etnografia urbana. Tem uma longa experiência no ensino de e pesquisa em sociologia do crime e da violência, sociologia urbana, teorias da ação, etnografia em sociologia, métodos qualitativos. 
Graduado em Medicina Veterinária (1994 - 1998) pela Universidade de São Paulo (USP), é mestre em Ciência Política (2003, com a dissertação Desvelar a política na periferia: histórias de movimentos sociais em São Paulo) e doutor em Ciências Sociais (2008, com a tese sobre Fronteiras de tensão: um estudo sobre política e violência nas periferias de São Paulo), pela Universidade Estadual de Campinas (Unicamp), sob a orientação de Evelina Dagnino, tendo realizado estágio doutoral ("doutorado-sanduíche") na École des hautes études en sciences sociales (EHESS), sob a orientação de Daniel Cefaï.
Entre 2008 e 2009 realizou pesquisas de pós-doutorado no Centro Brasileiro de Análise e Planejamento (Cebrap). 
É professor do Departamento de Sociologia da Universidade Federal de São Carlos (UFSCar) e pesquisador do Centro de Estudos da Metrópole (CEM) e do Núcleo de Etnografias Urbanas do Cebrap.
Foi professor visitante da Universidade de Oxford (2019), do Goldsmiths' College da Universidade de Londres (2019), da Universidade Humboldt de Berlim (Kosmos Fellow 2017) e do Centro de Investigaciones y Estudios Superiores en Antropología Social - CIESAS Golfo (México, 2015). Atualmente (2025) é diretor de pesquisa no CNRS, ligado ao Centre d'études européennes et de politique comparée (CEE-Sciences Po), e ministra cursos de Sociologia do Crime e  Métodos de Pesquisa Qualitativa (etnografia), na Sciences Po.

## Obra
Gabriel Feltran é autor de inúmeros artigos e capítulos de livros. Também é autor, coautor ou organizador de vários livros.
Em 2011, publicou Fronteiras de tensão: Política e violência nas periferias de São Paulo (Editora da Unesp/CEM, 2011), vencedor do concurso de melhor tese de doutorado em ciências sociais de 2009. 
É coautor e co-organizador da coletânea Novas faces da vida nas ruas, livro finalista do prêmio Jabuti de 2017. 
É autor de Irmãos: uma história do PCC (Companhia das Letras, 2018), The Entangled City: crime as urban fabric (Manchester University Press, 2020)  e organizador de Stolen Cars: a journey through São Paulo's urban conflict (Wiley, SUSC Series, 2022)
Seu livro Irmãos : uma história do PCC foi adaptado para uma série de documentários PCC: Poder Secreto (em inglês, PCC, Secret Power), de 2022, exibida pela HBO Max. 